# Rose of Cimarron
Rose of Cimarron (с англ. — «Роза Симаррона») — одиннадцатый студийный альбом американской кантри-рок-группы Poco, выпущенный в 29 мая 1976 года на ABC Records. Альбом достиг 89 позиции в чарте Billboard 200.

## Об альбоме
Для записи Rose of Cimarron к Poco присоединился бывший саксофонист-флейтист Loggins & Messina Эл Гарт, но вскоре он покинул группу из-за внутренних конфликтов.
Заглавная композиция, написанная Расти Янгом и повествующая о Розе Данн (известной также как Роза Симаррона) — подруге Джорджа Ньюкомба, одного из преступников Дикого Запада, стала одной из самых известных песен группы. Она была выпущена в качестве сингла с песней «Tulsa Turnaround» на обратной стороне. В 1981 году кавер-версия этой песни в исполнении кантри-певицы Эммилу Харрис открывала её альбом Cimarron.

## Список композиций
1. «Rose of Cimarron» (Расти Янг) — 6:42
2. «Stealaway» (Янг) — 3:12
3. «Just Like Me» (Тимоти Би Шмит) — 2:45
4. «Company’s Comin’» (Янг) — 2:39
5. «Slow Poke» (Янг) — 2:04
6. «Too Many Nights Too Long» (Пол Коттон) — 5:59
7. «P.N.S. (When You Come Around)» (Коттон) — 3:15
8. «Starin’ at the Sky» (Шмит, Джон «Джук» Логан) — 2:58
9. «All Alone Together» (Коттон) — 3:21
10. «Tulsa Turnaround» (Коттон) — 2:40

## Участники записи
- Пол Коттон — гитара, вокал
- Расти Янг — стил-гитара, гитара, вокал
- Тимоти Би Шмит — бас-гитара, губная гармоника, вокал
- Джордж Грантман — ударные, вокал

А также
- Эл Гарт — скрипка, флейта, саксофон, вокал
- Милт Холланд — перкуссия, маримба, стиральная доска
- Джонни Логан — банджо
- Пол Уэллер — гитара, вокал
- Том Селлерс — фортепиано
- Стив Фергюсон — фортепиано
- Марк Генри Харман — клавишные, челеста, виолончель, продюсер, инженер
- Даг Райдер — инженер
- Филлип Хартман — арт-директор, дизайн
- Том Уилкс — арт-директор, дизайн
- Гай Уэбстер — фотография